# Kunst: en imitation af livet
Kunst: en imitation af livet er en dansk børnefilm fra 2016 instrueret af Mads Schou Vammen.

## Handling
En forfatter prøver at få afsluttet sin igangværende bog med manér, men presset fra en perfektionistisk afdød far får ham til at tage drastiske midler i brug.

## Medvirkende
- Laura Wildt, Siv
- Christopher Kold, Kevin
- Jonas Kyed, Forfatteren